# Jurcuiești, Alba
Jurcuiești este un sat în comuna Bucium din județul Alba, Transilvania, România.